# Gunnar Strömstén
Gunnar Valfrid Strömstén (23. ledna 1885 – 10. prosince 1963) byl finský rychlobruslař.
Finských šampionátů se účastnil od roku 1904, na mezinárodních akcích startoval od roku 1906, kdy se poprvé zúčastnil Mistrovství světa. Na MS 1908 se umístil na čtvrté příčce. Největších úspěchů dosáhl roku 1912, kdy získal stříbrné medaile jak na kontinentálním, tak na světovém šampionátu. Poslední závody absolvoval v roce 1915. Roku 1922 se po obnovení mezinárodních soutěží krátce vrátil k rychlobruslení a startoval na Mistrovství Evropy.